# Челны (Камско-Устьинский район)
Челны (тат. Чаллы) — деревня в Камско-Устьинском районе Республики Татарстан. Входит в состав Большекляринского сельского поселения.

## География
Находится в Предволжье на левом притоке реки Сухая Улёма, в 29 км к западу от районного центра — посёлка городского типа Камское Устье. Высота над уровнем моря — 141 м.

## История
Основание деревни произошло во второй половине XVII века. В исторических документах упоминается также под названием Чоллы. В XVIII – первой половине XIX века жители относились к сословию государственных крестьян. Традиционные занятия – земледелие (земельный надел сельской общины составлял 694 десятины) и разведение скота.
В 1830 году была построена деревянная мечеть (в 1885 г. сгорела). В 1887 году была отстроена новая деревянная мечеть (закрыта в начале 1930-х гг.).
В «Списке населенных мест по сведениям 1859 года», изданном в 1866 году, населённый пункт упомянут как казённая деревня Челны 1-го стана Тетюшского уезда Казанской губернии. Располагалась при реке Челне, по левую сторону Лаишевского торгового тракта, в 39 верстах от уездного города Тетюши и в 15 верстах от становой квартиры в казённом селе Новотроицкое (Сюкеево). В деревне в 70 дворах жили 551 человек (275 мужчин и 276 женщин). Была мечеть.
В начале XX века здесь также действовали медресе, 4 ветряные мельницы, 4 мелочные лавки.
До 1920 года деревня входила в Больше-Кляринскую волость Тетюшского уезда Казанской губернии. С 1920 года в составе Тетюшского, с 1927 года – Буинского кантонов ТАССР. С 10 августа 1930 года в Камско-Устьинском, с 1 февраля 1963 года в Тетюшском, с 12 января 1965 года в Камско-Устьинском районах.
В 1929 году в деревне организован колхоз, в 1994–2003 годы - ассоциация крестьянских хозяйств «Ур», в 2003–2007 годы - общество с ограниченной ответственностью «Ур», в 2011–2019 годы - открытое акционерное общество «Большие Кляри».

## Население
| 1782 | 1859 | 1884 | 1897 | 1908 | 1920 | 1926 | 1938 | 1949 | 1958 | 1970 | 1979 | 1989 | 2002 | 2010 | 2017 |
| ---- | ---- | ---- | ---- | ---- | ---- | ---- | ---- | ---- | ---- | ---- | ---- | ---- | ---- | ---- | ---- |
| 116  | 558  | 880  | 910  | 1071 | 1012 | 585  | 622  | 568  | 515  | 487  | 387  | 218  | 201  | 185  | 151  |

Национальный состав села: татары.

## Экономика
Жители занимаются в основном сельским хозяйством в подразделении «Клянчеево» общества с ограниченной ответственностью «Агрофирма «Буртасы» и личных подсобных хозяйствах.

## Инфраструктура
Действуют дом культуры (с 1934 г.), библиотека (в 1992 г. переведена из деревни Малые Кляри), фельдшерско-акушерский пункт. В селе 4 улицы.

## Известные уроженцы
Р. Н. Мифтахов (1937–2014) – драматический актер, народный артист ТАССР.